# Свобода, Франц
Фра́нц Сво́бода (нем. Franz Swoboda; 15 февраля 1933, Вена — 27 июля 2017) — австрийский футболист, играл на позиции защитника; участник чемпионата мира 1958 года.

## Биография

### Клубная карьера
Свобода в течение 14 сезонов играл за венскую «Аустрию», в составе которого выиграл три чемпионских титула и Кубок Австрии 1960 года. Всего в составе «Аустрии» во всех турнирах сыграл 398 матчей, из которых 223 матча в чемпионате страны и в 1965 году завершил карьеру в возрасте 32 лет.

### Карьера в сборной
В составе сборной Австрии был основным игроком на чемпионате мира 1958 года, где сыграл в трёх матчах группового этапа со сборными Бразилии (0:3), СССР (0:2) и Англии (2:2). Всего за сборную Австрии сыграл 23 матча, в которых не забил ни одного гола.

### Смерть
Скончался 27 июля 2017 года в возрасте 84 лет.

## Достижения
«Аустрия»
- Чемпион Австрии (3): 1952/53, 1960/61, 1961/62
- Обладатель Кубка Австрии (1): 1959/60